# Stanisław Piosik
Stanisław Piosik (ur. 25 lutego 1946 w Wolsztynie) – polski polityk, nauczyciel, samorządowiec, poseł na Sejm IV i V kadencji.

## Życiorys
Ukończył w 1975 studia na Wydziale Matematyczno-Fizyczno-Chemicznym Uniwersytetu im. Adama Mickiewicza w Poznaniu.
W latach 1998–2001 zasiadał w sejmiku wielkopolskim, był przewodniczącym Komisji Rewizyjnej i Statutowej. Pełnił też funkcję wójta gminy Siedlec. Od 2001 do 2007 sprawował mandat posła IV oraz V kadencji Sejmu z okręgu pilskiego, wybieranego z listy Sojusz Lewicy Demokratycznej. Zasiadał w Komisji Administracji i Spraw Wewnętrznych oraz Komisji Zdrowia. W przedterminowych wyborach w 2007 bez powodzenia ubiegał się o reelekcję z listy Lewicy i Demokratów. W 2010 i w 2014 zostawał radnym powiatu wolsztyńskiego. W 2024 wybrany na radnego Wolsztyna.